# René Lefèvre (journaliste)
 (mars 2013).
Si vous disposez d'ouvrages ou d'articles de référence ou si vous connaissez des sites web de qualité traitant du thème abordé ici, merci de compléter l'article en donnant les références utiles à sa vérifiabilité et en les liant à la section « Notes et références ».
Pour les articles homonymes, voir René Lefèvre et Lefèvre.
René Lefèvre est un journaliste français.
Il entre au Canard enchaîné pendant la guerre d'Algérie. Sous son instigation, le journal décide de créer pour Bernard Clavel, pour son roman Qui m’emporte, un prix spécial : le « prix des Petits Pères ». C’est en effet la première fois que l’écrivain attirera l’attention des milieux littéraire.